# مايرون هربرت تومسون
مايرون هربرت تومسون (بالإنجليزية: Myron Herbert Thompson)‏ هو محامي وقاضي أمريكي، ولد في 7 يناير 1947 في توسكيجي في الولايات المتحدة.